# Cadulus parvus
Cadulus parvus är en blötdjursart som beskrevs av Henderson 1920. Cadulus parvus ingår i släktet Cadulus och familjen Gadilidae. Inga underarter finns listade i Catalogue of Life.